# Großpolnische Pyramiden

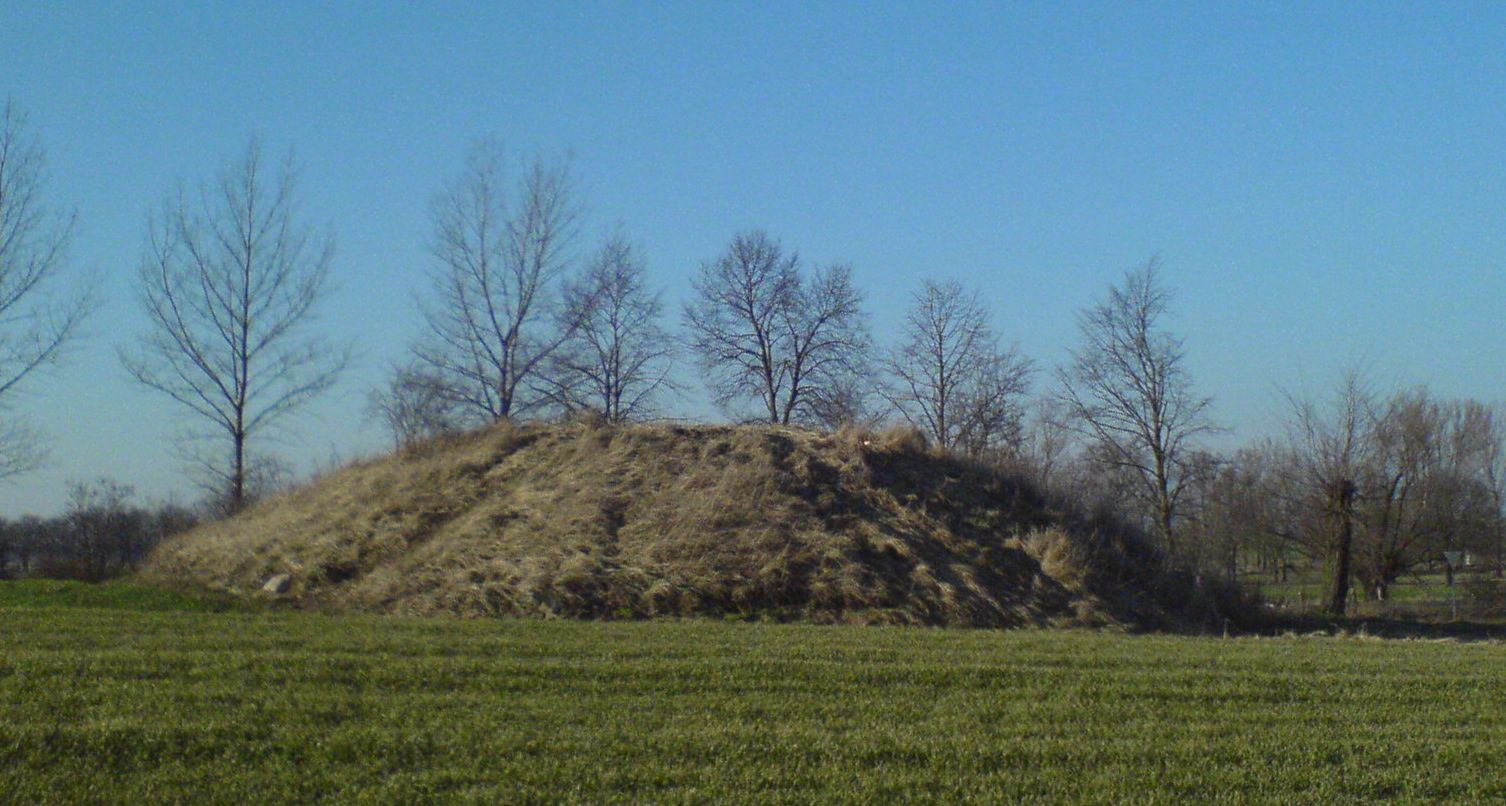
Einer der Kurgane der Großpolnischen Pyramiden

Die Großpolnischen Pyramiden (pl.: Wielkopolskie piramidy) sind eine Gruppe von Grabhügeln im polnischen Dorf Łęki Małe und stammen aus der Zeit der Aunjetitzer Kultur.

## Beschreibung
Die Grabhügel (poln. kurhan, deutsch auch Kurgan) befinden sich in der Nähe der Stadt Grodzisk Wielkopolski in der polnischen Woiwodschaft Großpolen. Die Kurgane wurden in vier Gruppen aufgegliedert, die zwischen 1933 und 1955 von dem Posener Archäologen Józef Kostrzewski untersucht wurden, der feststellte, dass hier Vertreter der damaligen vorgeschichtlichen Aristokratie bestattet wurden. Der Reichtum der Beigaben zeigt, dass die damaligen Bewohner Großpolens nicht egalitär lebten. Die Toten in den sogenannten Pyramiden wurden mit Pferden, Waffen und Schmuck aus Gold, Bronze und Bernstein bestattet, unter denen vor allem die sogenannten Stabdolche beachtenswert sind.
Bis 1881 existierten mindestens elf Grabhügel, von denen die Mehrheit während des Baus der Eisenbahnlinie Kościan – Grodzisk zerstört wurde. Heute sind vier Kurgane zugänglich.
| Kurgan | Lage                     |
| ------ | ------------------------ |
| 1      | 52,14982° N, 16,52852° O |
| 2      | 52,1494° N, 16,52916° O  |
| 3      | 52,14905° N, 16,52993° O |
| 3      | 52,14858° N, 16,53146° O |